# معهد بارلي للتنمية للمرأة الريفية
يعد معهد بارلي للتنمية للنساء الريفيات في إندور مؤسسة تعليمية مهنية سكنية مستقلة تستلهم مبادئها من التعاليم البهائية. يقدم المعهد برامج تدريبية متخصصة للنساء في المناطق الريفية المحيطة بمدينة إندور، الواقعة في ولاية ماديا براديش الهندية.
إلى جانب كونه مركزاً سكنياً للتعليم، يعمل المعهد كحاضنة لبرامج تدريبية توعوية غير سكنية، بهدف تمكين المرأة الريفية وتطوير مهاراتها الحياتية والمهنية

## التاريخ
تأسس المعهد عام 1985 بتوجيه من الجمعية الروحية الوطنية للبهائيين في الهند. وكلمة "برلي" تشير إلى العمود المركزي الذي يدعم البيت القبلي التقليدي في تلك المناطق، مما يعكس إيمان المعهد بأن المرأة هي عماد المجتمع.
وفي 11 أيلول 2001، سُجل المعهد كمنظمة غير حكومية مستقلة، مع حذف كلمة "البهائي" من اسمه الرسمي. ثم بدأ عام 2004 في تطوير برامج تدريبية عبر الأقمار الصناعية لمراكز التدريب الإقليمية غير السكنية.

## الجوائز/الشهادات
بحلول حزيران/يونيو 1996، استفادت 769 امرأة ريفية من قبائل مختلفة من برامج المعهد التدريبية، حيث حققت هذه البرامج تأثيراً إيجابياً ملموساً في حياة الخريجات من خلال عدة مؤشرات نجاح منها:
- أنشأ 45% منهن مشاريع صغيرة.
- أصبح 62% منهن متعلمات وظيفياً أو شبه متعلمات (مما شجع المجتمع على إلحاق الأطفال بالمدارس).
- بدأت 42% منهن بزراعة الخضروات.
- اعتمد 97% منهن على استخدام مياه الشرب الآمنة.
- امتنع جميع المتدربات السابقات بالإضافة إلى العديد من أقاربهن الذكور عن شرب الكحول.
- اختفت التحيزات الطبقية في مجتمعاتهن.

حقّق المعهد إنجازات بارزة على مدار السنوات:
عام 1990:
- فاز متدربان (كانا أميين سابقاً) بالجائزة الأولى في مسابقة اليونسكو للأغاني للمتعلمين الجدد.
- اعتمدت جامعة ليستر البريطانية منهجية محو الأمية التي يطبقها المعهد.

عام 1992:
  منح برنامج الأمم المتحدة للبيئة المعهد جائزة "قائمة الشرف العالمية 500" لتميزه في:
- القضاء على دودة غينيا من 302 قرية في منطقة جابوا.
- تثقيف وتدريب النساء والقرويين.
- وأكدت التقارير: "أصبحت المنطقة الآن خالية تماماً من ديدان غينيا".

- عام 1994:
- أدرجت اليونسكو المعهد في قاعدة بيانات "INNOV" كواحد من 81 مشروعاً ناجحاً للتعليم الأساسي بالدول النامية.

- منذ 1990:
- عمل المعهد كجهة توظيف لثمانية طلاب ماجستير في العمل الاجتماعي من كلية إندور للعمل الاجتماعي.

يحصل خريجو المعهد على شهادات معتمدة من خلال برنامج المدرسة المفتوحة الوطنية، مما يؤهلهم للانخراط في سوق العمل أو متابعة تعليمهم.

## البرامج
يقدم المعهد برامج تدريبية متنوعة تنقسم إلى:
1. برامج سكنية:
- مدة 6 أشهر.
- مدة سنة واحدة.
- تُقام في منشأة المعهد الرئيسية البالغة مساحتها 6 أفدنة (24,000 م²).

2. برامج غير سكنية:
- مدة 3 أشهر.
- تُقام في مراكز التوعية التابعة للمعهد.

تشمل المناهج التدريبية:
• مهارات الحياة الأسرية.
• التوعية البيئية والبستنة.
• محو الأمية باللغة الهندية.
• الصحة العامة.
• التعليم المهني.
يتم تقديم المواد بأساليب مختلفة:
- تدريس مباشر
- منهج متكامل

إنجازات إضافية:
- منذ 1998: تدريب على استخدام أفران الطاقة الشمسية الكبيرة
- برامج "تدريب المدربين"
- دورات تنشيطية لمنسقي المناطق [1]

يضطلع العديد من الخريجات بدورٍ فاعل في المجتمع من خلال:
- العمل الميداني لمدة 100 يوم سنوياً.
- تنفيذ برامج التوعية المجتمعية.
- جذب وتجنيد النساء للالتحاق بالبرامج التدريبية.
- إجراء المسوحات الميدانية والبحوث الاجتماعية.
- مساعدة المتدربات السابقات في تأسيس لجان المرأة المحلية.

## الروابط الخارجية
- الموقع الرسمي لمعهد بارلي لتنمية المرأة الريفية في إندور